# Никебинг Фалстер
Никебинг Фалстер (дан. Nykøbing Falster) је град у Данској, у југоисточном делу државе. Град је у оквиру покрајине Сјеланд, где са околним насељима чини једну од општина, Општину Гулдборгсунд.

## Природни услови
Никебинг Фалстер се налази у југоисточном делу Данске. Од главног града Копенхагена, град је удаљен 130 километара јужно.
Град Никебинг Фалстер је положен на данском острву Фалстер, наспрам оближњег острва Лоланд , од којег га дели теснац Гулдборгсунд. Оба острва и теснац су део западног Балтика. Подручје око града је равничарско. Надморска висина града креће се од 0 до 10 метара.

## Историја
Подручје Никебинга Фалстера било је насељено још у доба праисторије. Данашње насеље се први пут помиње у 12. веку, као насеље око истоименог замка.
Замак, а са њим и насеље, вековима су били везани за данску краљевску породицу, која је често боравила у замку.
И поред петогодишње окупације Данске (1940-45.) од стране Трећег рајха Никебинг Фалстер и његово становништво нису много страдали.

## Становништво
Никебинг Фалстер је 2010. године имао око 16 хиљада у градским границама и око 25 хиљада са околним насељима. Општина Гулдборгсунд имала је око 62 хиљаде становника.

## Збирка
- Никебинг Фалстер из ваздуха
- Манастирска црква, главна црква Никебинга Фалстера
- Стара градња у Никебингу Фалстеру
- Стари градски водоторањ